# Ça aussi c'est Paris (film, 1957)
Pour les articles homonymes, voir Ça aussi c'est Paris (homonymie).
Pour plus de détails, voir Fiche technique et Distribution.
Ça aussi c'est Paris est un court métrage français, resté inédit, réalisé par  Maurice Cloche en 1957.

## Fiche technique
- Réalisation : Maurice Cloche
- Année : 1957
- Genre : court métrage de comédie
- Pays de production :  France
- Durée : 25 minutes[1]
- Date de sortie : 
  - France : 1957

## Distribution
- Jean Poiret : un reporter
- Michel Serrault : un reporter
- Marie-Hélène Arnaud
- Jacques Dynam